# 簡而可
簡而可（1561年—1634年），字敬所，湖廣荊州府夷陵州遠安縣人，明朝政治人物。

## 生平
簡而可是萬曆十六年（1588年）戊子科湖廣鄉試舉人，授密縣教諭，二十五年（1597年）任應天鄉試同考官時取錄顧啟元等九人，擢翰林院孔目，出為潯州知府，為政清廉，因事謫安寧州知州，天啟年間陞武定同知，曾在當地興建魁星閣，陞姚安知府，以忤逆權貴被罷官，崇禎七年（1634年）遇上流寇，憤罵對方後被殺，清朝乾隆四十二年（1777年）賜諡節愍。

## 引用
1. 1 2  同治《遠安縣志·卷五》：簡而可，字敬所，萬厯戊子舉人，除密縣教諭，丁酉分校南畿，得顧啟元等九人，已而通籍金閨者七人，執政以此知之，擢翰林孔目，歷部郎，出知潯州府，居職清介，以事被謫改知安寧州，遷府丞，補姚安知府，復忤權貴罷歸，崇禎甲戌遇流賊，憤罵被害，年七十四。……乾隆四十二年與簡而可俱賜諡節愍。
2. ↑  道光《雲南通志·卷九十·祠祀志一之三》：武定直隸州……魁星閣 舊《雲南通志》 在學宮外，明天啟四年署印同知簡而可建 武定州採訪